# Сем Робардс
Сем Придјукс Робардс (енгл. Sam Prideaux Robards; Њујорк, 16. децембар 1961) је амерички глумац. Син је америчке глумице Лорен Бакол и Џејсона Робардса.

## Филмографија
- 1989: Жртве рата
- 1994: Висока мода
- 1999: Америчка лепота
- 2001: Вештачка интелигенција